# Alexandre Quennoz
Alexandre Quennoz (Valais, Suiza, 21 de septiembre de 1978) es un futbolista suizo. Juega de defensa y su actual equipo es el Neuchâtel Xamax FC.

## Carrera
Alexandre Quennoz comenzó jugando para el FC Sion entre 1996-1999, para luego ir a jugar al FC Basilea y finalmente al Neuchâtel Xamax FC desde 2006. Desde que comenzó su carrera futbolística ha metido más de 130 goles.

## Clubes
| Club            | País  | Año       |
| --------------- | ----- | --------- |
| FC Sion         | Suiza | 1996-1999 |
| FC Basel        | Suiza | 1999-2006 |
| Neuchâtel Xamax | Suiza | 2006-     |

- Datos: Q365780